# Neil Coles
Neil Coles (* 26. September 1934) ist ein englischer Profigolfer. Er ist der einzige Golfer, der – beginnend in den 1950er Jahren bis ins 21. Jahrhundert – in sechs verschiedenen Jahrzehnten professionelle Turniere gewinnen konnte.
Bis 1982 verbuchte Coles 31 Turniersiege, davon sieben auf der 1972 neu gegründeten European Tour. Er war achtmal in der Mannschaft von Großbritannien & Irland im Ryder Cup vertreten und spielte zweimal für England im World Cup.
Ab 1992 spielte er auf der neu eingeführten European Seniors Tour und siegte dort weitere neunmal, zuletzt 2002 im Alter von fast 68 Jahren. Auch in der Saison 2006 war er noch bei sechs Events am Start.
Im Jahr 2000 wurde Neil Coles in die World Golf Hall of Fame aufgenommen.
Er ist langjähriger Vorsitzender des PGA European Tour’s board of directors und betätigt sich mit seiner Firma Neil Coles & Associates als international anerkannter Golfplatzarchitekt.
Coles ist seit 1954 mit Ann verheiratet und hat zwei Söhne. Er lebt im englischen Walton-on-Thames.

## Turniersiege
European Tour und Vorgänger
- 1956 Gor-Ray Tournament
- 1960 Coombe Hill Assistants
- 1961 Ballantine Tournament
- 1962 Senior Service Tournament
- 1963 Engadine Tournament, Daks Tournament (geteilt), Martini International (geteilt)
- 1964 Bowmaker Tournament, Dakes Tournament, News of the World Match Play Championship
- 1965 News of the World Match Play Championship, Carrolls Sweet Afton
- 1966 Pringle Tournament, Dunlop Masters
- 1970 Walworth Aloyco, Sumrie Clothes Better-Ball (mit Bernard Hunt), Italian BP Open, Bowmaker Tournament, Daks Tournament
- 1971 Penfold-Bournemouth Tournament, Daks Tournament (geteilt), Carrolls International, German Open
- 1972 Sunbeam Electric Scottish Open (im Play-off)
- 1973 Sumrie Clothes Better-Ball (mit Bernard Hunt), Spanish Open, Benson and Hedges Match Play Championship
- 1974 W.D. & H.O. Wills
- 1976 Penfold PGA Championship (im Play-off)
- 1977 Tournament Players Championship
- 1982 Sanyo Open

European Seniors Tour
- 1987 Senior British Open
- 1992 Collingtree Homes Seniors Classic
- 1993 Gary Player Seniors Classic
- 1995 Collingtree Seniors
- 1997 Ryder Collingtree Seniors Classic
- 1998 Philip PFA Golf Classic
- 1999 Energis Senior Masters, Dalmahoy Scottish Seniors Open
- 2000 Microlease Jersey Seniors Open
- 2002 Lawrence Batley Seniors

## Teilnahmen an Teambewerben
- Ryder Cup (für GB & Irland): 1961, 1963, 1965, 1967, 1969, 1971, 1973, 1977
- World Cup: 1963, 1968
- Hennessy Cognac Cup: 1974 (Sieger), 1976, 1978 (Sieger), 1980 (Sieger)
- Double Diamond: 1971 (Sieger), 1973, 1975, 1976 (Sieger), 1977
- Praia D’el Rey European Cup: 1998, 1999

## Weblink
- Spielerprofil bei der European Tour

| Personendaten    | Personendaten      |
| ---------------- | ------------------ |
| NAME             | Coles, Neil        |
| KURZBESCHREIBUNG | englischer Golfer  |
| GEBURTSDATUM     | 26. September 1934 |
| GEBURTSORT       | England            |